# Judith (gedicht)
Judith is een Oudengels episch gedicht waarvan nog slechts een fragment van 350 regels bewaard is gebleven. Het gedicht dateert waarschijnlijk uit de 10e eeuw en is geschreven in de destijds gebruikelijke allitererende verzen.

Het gedicht verhaalt de geschiedenis uit het apocriefe Bijbelboek Judith. Het fragment behandelt de moord op Holofernes, Judiths vlucht, de aanval op de Assyriërs en hun daaropvolgende nederlaag.
Er is slechts een versie van het gedicht bewaard gebleven. Het maakt deel uit van de codex Cotton Vitellius A. xv, die vooral bekend is vanwege de tekst van Beowulf en daarom ook wel het Beowulf Manuscript wordt genoemd. Naast Beowulf en Judith bevat het manuscript enkele prozawerken. Het bevindt zich in de British Library.